# Grupový homomorfismus

Znázornění grupového homomorfismu (h) grupy G (vlevo) do grupy H (vpravo). Ovál uvnitř H je obraz homomorfismu h. N je jádro homomorfismu h a aN je třída rozkladu homomorfismu N.

Grupový homomorfismus grupy (G,∗) do grupy (H, ·) je v matematice zobrazení h : G → H takové, že pro libovolné dva prvky u a v grupy G platí
{\displaystyle h(u*v)=h(u)\cdot h(v)}
kde grupová operace na levé straně rovnice je operace grupy G a na pravé straně operace grupy H.
Z této vlastnosti lze odvodit, že h převádí neutrální prvek eG grupy G na neutrální prvek eH grupy H:
{\displaystyle h(e_{G})=e_{H}}
a také převádí inverzní prvky na inverzní prvky v tom smyslu, že
{\displaystyle h\left(u^{-1}\right)=h(u)^{-1}.\,}
Je tedy možné říct, že h „je kompatibilní se strukturou grupy“.
V oblastech matematiky, v nichž se pracuje s grupami doplněnými další strukturou, homomorfismus někdy znamená zobrazení, které zachovává nejen výše popsanou strukturu grupy, ale také tuto další strukturu. Například u homomorfismu topologických grup se často požaduje, aby byl spojitý.

## Intuice
Účelem grupového homomorfismu je vytvořit funkce, které zachovávají algebraickou strukturu. Ekvivalentní definice grupového homomorfismu je: Funkce h : G → H je grupový homomorfismus právě tehdy, když
z a ∗ b = c   plyne   h(a) ⋅ h(b) = h(c).
Jinými slovy to znamená, že grupa H má v určitém smyslu podobnou algebraickou strukturu jako G a homomorfismus h tuto strukturu zachovává.

## Typy
MonomorfismusGrupový homomorfismus, který je injektivní (nebo, jeden-to-jeden); tj. zachovává rozdílnost.
EpimorfismusGrupový homomorfismus, který je surjektivní (zobrazení „na“); tj. jeho obrazem jsou všechny prvky v cílové množině.
IzomorfismusGrupový homomorfismus, který je bijektivní; tj. injektivní a surjektivní. Jeho inverze je také grupový homomorfismus. V tomto případě se grupy G a H nazývají izomorfní; liší se pouze názvy svých prvků (kromě prvku identity) a jsou pro všechny praktické účely identické. To znamená, že všechny prvky kromě identity mají jiné názvy.
EndomorfismusGrupový homomorfismus, h: G → G; definiční obor a cílová množina jsou stejné. Také mluvíme o endomorfismu grupy G.
AutomorfismusBijektivní grupový endomorfismus, tj. izomorfismus. Množina všech automorfismů grupy G, s operací skládání funkcionálů také tvoří grupu, grupu automorfismů grupy G, kterou značíme Aut(G). Příkladem je grupa automorfismů (Z, +), která obsahuje pouze dva prvky, identickou transformaci a násobení číslem −1; je izomorfní s (Z/2Z, +).

## Obraz a jádro
Definujeme jádro homomorfismu h jako množinu prvků v G které jsou zobrazeny na identitu v H
{\displaystyle \operatorname {ker} (h):=\left\{u\in G\colon h(u)=e_{H}\right\}.}
a obraz homomorfismu h jako množinu prvků v H které jsou obrazem grupy G homomorfismem h
{\displaystyle \operatorname {im} (h):=h(G)\equiv \left\{h(u)\colon u\in G\right\}.}
Jádro a obraz homomorfismu lze povařovat za určení míry, jak blízký je k izomorfismu. první věta o izomorfismu říká, že obraz grupového homomorfismu h(G) je izomorfní s faktorovou grupou G/ker h.
Jádro homomorfismu h je normální podgrupa grupy G. Předpokládá {\displaystyle u\in \operatorname {ker} (h)} a ukazují {\displaystyle g^{-1}\circ u\circ g\in \operatorname {ker} (h)} pro libovolný {\displaystyle u,g}:
{\displaystyle {\begin{aligned}h\left(g^{-1}\circ u\circ g\right)&=h(g)^{-1}\cdot h(u)\cdot h(g)\\&=h(g)^{-1}\cdot e_{H}\cdot h(g)\\&=h(g)^{-1}\cdot h(g)=e_{H},\end{aligned}}}
Obrazem homomorfismu h je podgrupa grupy H.
Homomorfismus h je grupový monomorfismus; tj. h je injektivní (jeden-to-jeden) právě tehdy, když ker(h) = {eG}. Z injektivity přímo plyne, že existuje jediný prvek v jádře, a opačně, jediný prvek v jádře dává injektivitu:
{\displaystyle {\begin{aligned}&&h(g_{1})&=h(g_{2})\\\Leftrightarrow &&h(g_{1})\cdot h(g_{2})^{-1}&=e_{H}\\\Leftrightarrow &&h\left(g_{1}\circ g_{2}^{-1}\right)&=e_{H},\ \operatorname {ker} (h)=\{e_{G}\}\\\Rightarrow &&g_{1}\circ g_{2}^{-1}&=e_{G}\\\Leftrightarrow &&g_{1}&=g_{2}\end{aligned}}}

## Příklady
- Uvažujme cyklickou grupu Z3 = (Z/3Z, +) = ({0, 1, 2}, +) a grupu celých čísel (Z, +). Map h : Z → Z/3Z s h(u) = u mod 3 je grupový homomorfismus. Je surjektivní a jeho jádro sestává ze všech celých čísel, která jsou dělitelná třemi.
- Množina {\displaystyle G\equiv \left\{{\begin{pmatrix}a&b\\0&1\end{pmatrix}}{\bigg |}a>0,b\in \mathbf {R} \right\}}tvoří grupu s operací násobení matic. Pro libovolné komplexní číslo u funkce fu : G → C* definovaná vztahem:{\displaystyle {\begin{pmatrix}a&b\\0&1\end{pmatrix}}\mapsto a^{u}}je grupovým homomorfismem.
- Uvažujme multiplikativní grupu kladných reálných čísel (R+, ⋅) pro libovolné komplexní číslo u. Potom funkce fu : R+ → C definovaná vztahem:{\displaystyle f_{u}(a)=a^{u}} je grupový homomorfismus.
- Exponenciální zobrazení dává grupový homomorfismus grupy reálných čísel R s operací sčítání na grupu nenulových reálných čísla R* s násobením. Jádro je {0} a obraz sestává z kladných reálných čísel.
- Exponenciální zobrazení také dává grupový homomorfismus grupy komplexních čísel C se sčítání do grupa nenulových komplexních čísel C* s násobení. Toto zobrazení je surjektivní a má jádro {2πki : k ∈ Z}, jak je vidět z Eulerova vzorce. Tělesa jako R a C, která mají homomorfismy své aditivní grupy do své multiplikativní grupy, se tedy nazývají exponenciální tělesa.
- Funkce {\displaystyle \Phi :(\mathbb {N} ,+)\rightarrow (\mathbb {R} ,+)}, definovaná vztahem {\displaystyle \Phi (x)={\sqrt[{}]{2}}x} je homomorfismus.
- Uvažujme dvě grupy {\displaystyle (\mathbb {R} ^{+},*)} a {\displaystyle (\mathbb {R} ,+)}, reprezentované {\displaystyle G}, resp. {\displaystyle H}, kde {\displaystyle \mathbb {R} ^{+}} jsou kladná reálná čísla. Potom funkce {\displaystyle f:G\rightarrow H} definovaná funkcí logaritmus je homomorfismus.

## Kategorie grup
Pokud h : G → H a k : H → K jsou grupové homomorfismy, pak k ∘ h : G → K je také grupový homomorfismus. To ukazuje, že třída všech grup s morfismy tvořenými grupovými homomorfismy, tvoří kategorii (konkrétně kategorii grup).

## Homomorfismy Abelových grup
Pokud G a H jsou Abelovy (tj. komutativní) grupy, pak množina Hom(G, H) všech grupových homomorfismů z G na H je také Abelova grupa: součet h + k dvou homomorfismů je definovaný vztahem
(h + k)(u) = h(u) + k(u)    pro všechna u z G.
K důkazu, že h + k je také grupový homomorfismus je potřebná komutativita grupy H.
Sčítání homomorfismů je kompatibilní se skládáním homomorfismů v následující smyslu:, pokud f je v Hom(K, G), h, k jsou prvky Hom(G, H), a g je v Hom(H, L), pak
(h + k) ∘ f = (h ∘ f) + (k ∘ f)    a    g ∘ (h + k) = (g ∘ h) + (g ∘ k).
Protože skládání je asociativní, množina End(G) všech endomorfismů Abelovy grupy tvoří okruh nazývaný okruh endomorfismů grupy G. Například okruh endomorfismů Abelovy grupy tvořený direktním součtem m kopií grupy Z/nZ je izomorfní s okruhem matic m krát m s hodnotami z grupy Z/nZ. Výše uvedená kompatibilita také ukazuje, že kategorie všech Abelových grup s grupovými homomorfismy tvoří preaditivní kategorii; existence direktních součtů a rozumných jader činí z této kategorie prototypický příklad Abelovy kategorie.